# Hekslootpolder
De Hekslootpolder is een polder en natuurgebied tussen Haarlem-Noord en Spaarndam. Het is een veenweidegebied waar vogels broeden. Het gebied maakt deel uit van recreatiegebied Spaarnwoude als groene bufferzone tussen Haarlem en Amsterdam. In het gebied ligt de watergang Heksloot.
De polder maakt tevens deel uit van de Stelling van Amsterdam waarbij bepaald werd dat het schootsveld vrij moest blijven. Tussen de Hekslootpolder en Fort bezuiden Spaarndam bevindt zich de Oude Spaarndammerpolder dat deel uit maakt van het natuurgebied.